# Mikołaj Dorożała
Mikołaj Jan Dorożała (ur. 18 listopada 1982 w Gnieźnie) – polski menedżer i polityk, podsekretarz stanu w Ministerstwie Klimatu i Środowiska (od 2023), główny konserwator przyrody (od 2023).

## Życiorys
Absolwent politologii na Uniwersytecie im. Adama Mickiewicza w Poznaniu. Kształcił się podyplomowo w zakresie zarządzania projektami na Uniwersytecie Ekonomicznym w Poznaniu. Był zatrudniony jako specjalista ds. promocji w gnieźnieńskim samorządzie. Potem pracował na stanowiskach kierowniczych w przedsiębiorstwach z branży medialnej, m.in. w ITI Neovision. Był też menedżerem ds. dystrybucji w polskim oddziale Turner Broadcasting System. Zajmował się także wdrażaniem projektów z zakresu zrównoważonego rozwoju oraz pracą jako trener pilatesu i treningu funkcjonalnego. Prowadził własną działalność gospodarczą.
W kadencji 2006–2010 zasiadał w radzie miejskiej Gniezna, mandat uzyskał z listy Lewicy i Demokratów. W 2010 nie ubiegał się o reelekcję, w późniejszym czasie przeniósł się do gminy Błaszki. Zaangażował się w działalność polityczną w ramach Polski 2050 Szymona Hołowni w okręgu sieradzkim. W 2023 bez powodzenia kandydował do Sejmu z ramienia Trzeciej Drogi.
W grudniu 2023 został powołany na stanowiska podsekretarza stanu w Ministerstwie Klimatu i Środowiska oraz głównego konserwatora przyrody. W 2024 z listy Trzeciej Drogi bezskutecznie startował w wyborach do Parlamentu Europejskiego z okręgu nr 4.